# Conall I.
Conall I. (Conall mac Comgaill; † um 574) war von 558 bis 574 König des irisch-schottischen Reiches der Dalriada.

## Leben
Conall folgte im Jahr 558 seinem Onkel Gabhran mac Domangart auf den Thron. In die Zeit seiner 16-jährigen Herrschaft fällt die Gründung des Klosters Iona durch Columban, das das ältere Kloster von Candida Casa als Zentrum der christlichen Mission im nördlichen Britannien ablöste. Der heilige Columban hatte ihn im Jahr 563 auf seiner Pilgerreise besucht, nachdem er kurz zuvor aus Irland nach Alba gekommen war. Unklar bleibt, ob Columban die Insel, auf der das Kloster errichtet wurde, von den Pikten oder durch die Hand Conalls erhielt. Conall verlegte seinen Amtssitz nach Gigha. Im Jahr 568 unternahm Conall mit Coman Bec, dem König von Meath eine Expedition nach „Iardoman“ (vermutlich die Inneren Hebriden). Als er im Jahr 574 starb, gab es zwischen seinem Cousin Aidan mac Gabhran und seinem eigenen Bruder Eoganán Uneinigkeit über die Nachfolge. Sie wurde jedoch, durch die Fürsprache des Columban zugunsten von Aidan entschieden, der zuerst Eoganán unterstützt hatte.